# Allen Alexander Bradford

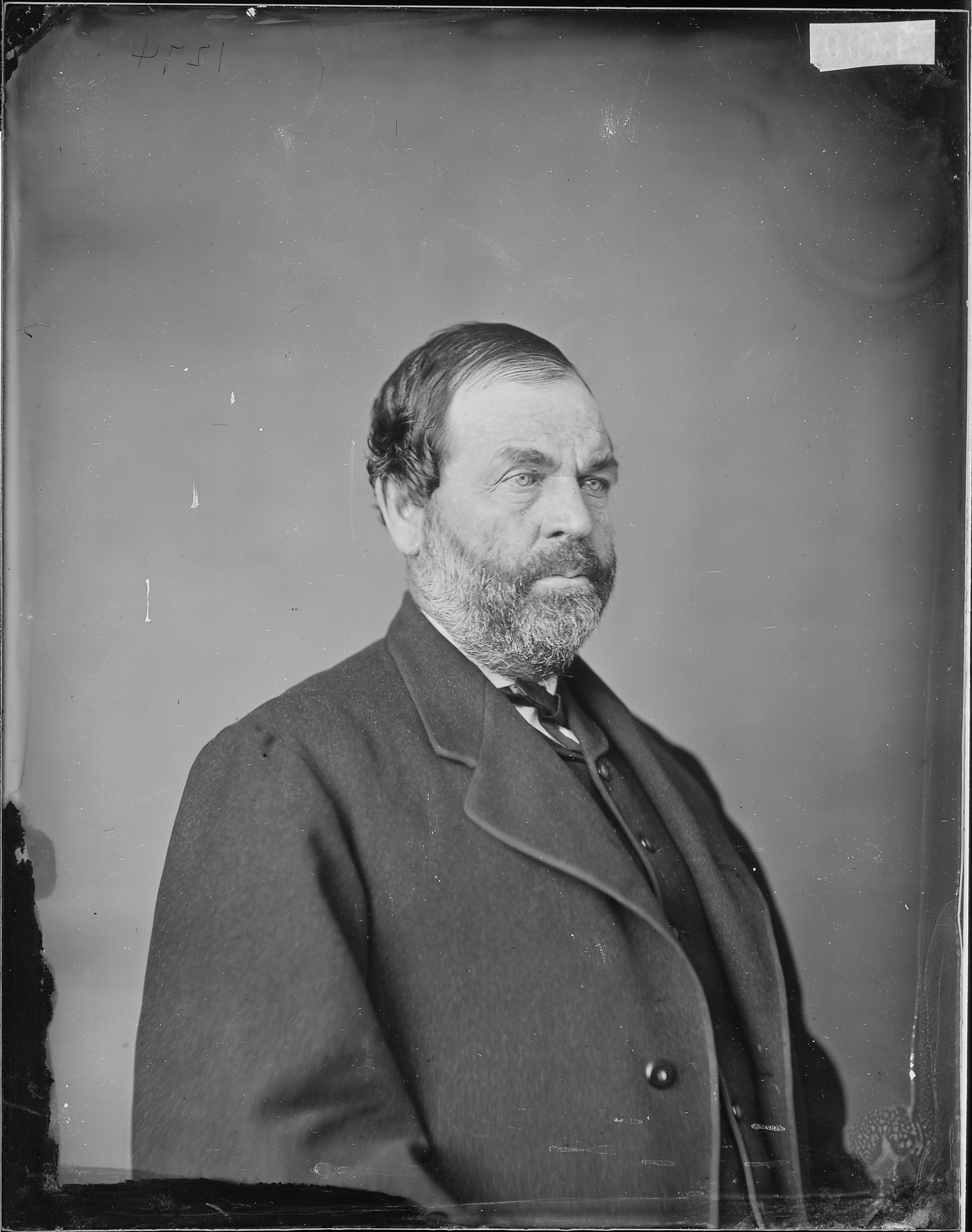
Allen Alexander Bradford

Allen Alexander Bradford (* 23. Juli 1815 in Friendship, Knox County, Maine; † 12. März 1888 in Pueblo, Colorado) war ein US-amerikanischer Politiker. Zwischen 1865 und 1867 sowie von 1869 bis 1871 vertrat er das Colorado-Territorium als Delegierter im US-Repräsentantenhaus.

## Werdegang
Im Jahr 1841 zog Allen Bradford nach Missouri, wo er Jura studierte und nach seiner Zulassung als Rechtsanwalt auch praktizierte. Zwischen 1845 und 1851 war er Gerichtsdiener am Bezirksgericht im Atchison County. Dann zog er nach Iowa, wo er zwischen 1852 und 1855 Richter im sechsten Gerichtsbezirk war. Politisch schloss er sich der 1854 gegründeten Republikanischen Partei an. 1855 zog er in das Nebraska-Territorium weiter. Dort war er zwischen 1856 und 1858 Abgeordneter im territorialen Repräsentantenhaus. Im Jahr 1860 verlegte Bradford seinen Wohnsitz in das Colorado-Territorium. Am 6. Juni 1862 wurde er von Präsident Abraham Lincoln zum Richter am obersten Gerichtshof dieses Gebietes ernannt.
1864 wurde Bradford als Delegierter in das US-Repräsentantenhaus gewählt. Dort löste er am 4. März 1865 Hiram Pitt Bennet ab. Bis zum 3. März 1867 konnte er zunächst eine Legislaturperiode im Kongress absolvieren. Für die nächste Legislaturperiode wurde dann George M. Chilcott gewählt. In der Zwischenzeit arbeitete Bradford als Rechtsanwalt. Bei den Kongresswahlen des Jahres 1868 wurde er wieder als Delegierter in den Kongress gewählt. Damit konnte er zwischen dem 4. März 1869 und dem 3. März 1871 sein Territorium ein weiteres Mal im Kongress vertreten. Nach dem Ende seiner Zeit im Kongress zog sich Allen Bradford wieder aus der Politik zurück. Er arbeitete wieder als Anwalt und verstarb im Jahr 1888 in Pueblo.